# Stari Lec
Stari Lec (cyr. Стари Лец) – wieś w Serbii, w Wojwodinie, w okręgu południowobanackim, w gminie Plandište. W 2011 roku liczyła 963 mieszkańców.